# Miss Universo 1972
Miss Universo 1972 foi a 21.ª edição do Miss Universo, realizada em 29 de julho de 1972 no Cerromar Beach Hotel, em Dorado, em Porto Rico. Candidatas de 61 países e territórios competiram pelo título.Em uma situação excepcional, a Miss Universo 1970,a local Marisol Malaret, coroou a australiana Kerry Anne Wells como sua sucessora,já que por precauções a Miss Universo 1971,a libanesa Georgina Rizk,não pode sair de seu país.
Um dos concursos mais politicamente conturbados e cercados de segurança da história do concurso, o Miss Universo 1972 foi alvo de protestos diários que obrigaram as participantes a ficarem enclausuradas no hotel que as hospedava durante o período prévio ao concurso.Em uma mudança em relação aos anos anteriores,este foi o primeiro concurso a ser transmitido ao vivo e em cores ao redor do mundo.A tensão geopolítica também respingou na realização da final,quando nos momentos decisivos da noite,membros do Partido Independentista Portorriquenho,conseguiram desconectar os cabos das camêras que estavam transmitindo o evento ao vivo. -exatamente no momento do anúncio da vencedora.As imagens retornariam quando a nova Miss Universo,a australiana Kerry Anne Wels,já estava fazendo o seu primeiro desfile com a coroa.
Até então,o protocolo determinava que a atual portadora da coroa teria que ir a sede do concurso,coroar a sua sucessora.Mas pela primeira vez isto não aconteceu.Por questões de segurança,a Miss Universo 1971,a libanesa Georgina Rizk foi impedida pelo governo de seu país a ir para Porto Rico,já que,dois meses antes do concurso,um carro bomba explodiu em frente ao hotel aonde estavam hospedadas as concorrentes do Miss Estados Unidos daquele ano que foi realizado na ilha.Somado a isto,um outro atentado havia acontecido no Aeroporto Internacional Ben Gurion, em Israel, causando a morte de 22 turistas oriundos do território,faltando alguns meses para o concurso..Motivado por isso,o governo do país não autorizou o retorno de Rizk ao território,apesar dela neste período morar na ilha,pois a sede da Organização Miss Universo ficava em San Juan. Neste ano, o Líbano também não enviou representante ao concurso e Wells foi coroada pela Miss Universo 1970, a local Marisol Malaret.

## Evento
As representantes da Ásia, Europa e África encontraram-se primeiro em Nova York, onde passaram quatro dias conhecendo a cidade e fazendo divulgação do concurso em programas de televisão, enquanto as latino-americanas reuniram-se em Lima, Peru, antes de seguirem para Porto Rico. Quando os dois grupos chegaram à Dorado, quatro misses foram logo consideradas favoritas à coroa: Alemanha, Venezuela, Israel e a Miss Brasil Rejane Vieira Costa (conhecida futuramente como Rejane Goulart, o nome que adotaria na carreira artística). A miss Austrália foi uma das últimas a chegar, e apesar de ser a mais alta do grupo, passava despercebida nos primeiros dias em Dorado. Até 2017,esta foi a única participação de uma candidata do Iraque.
Entre as doze semifinalistas estavam, além de Wells, Brasil, Inglaterra, Venezuela, Israel, Alemanha e Índia, sem maiores surpresas enquanto que a candidata local,foi eliminada. A apresentação impecável e inquestionável beleza de Wells colocou-a entre as favoritas durante a última apresentação das semifinalistas e cinco morenas compuseram o Top 5: Austrália, Brasil, Venezuela, Inglaterra e Israel.Todas as cinco tinham belezas comparáveis,o que deixava o concurso em aberto a partir dali.
Israel, Inglaterra e Venezuela foram as três primeiras eliminadas, restando a brasileira e a australiana na disputa da coroa. O apresentador Bob Barker então anunciou Rejane Goulart na segunda colocação e, depois de três anos consecutivos entre as cinco finalistas mas nunca vencendo, a Austrália fez sua primeira Miss Universo. Rejane Goulart juntou-se à Martha Rocha, Adalgisa Colombo e Terezinha Morango como a quarta Miss Brasil a ser segundo lugar no concurso.Dali em diante,o país só teria um resultado realmente expressivo em 2007,com a mineira Natália Guimarães.
Entre os jurados da edição, estavam os atores Kurt Jurgens e Lynn Redgrave, o jornalista brasileiro Edilson  Varela e a Miss Universo 1967 Sylvia Hitchcock. Outras duas Misses Universo, Corinna Tsopei (1964) e Gloria Diaz (1969), também participaram como convidadas especiais.
Kerry Wells, uma modelo profissional de Perth, no leste da Austrália, cumpriu seu reinado com perfeição,entretanto a geopolítica quase a atrapalhou. Pouco tempo depois do concurso, o governador-geral de Porto Rico, Luis Ferri, que havia convencido a Miss Universo Inc. a realizar a edição em seu território e mudar seu quartel-general para San Juan, foi derrotado nas eleições gerais da ilha e posteriormente foi preso sob acusações de corrupção. O novo governo praticamente expulsou a organização do país e Wells teve que se mudar com a Organização para Nova Iorque.

## Resultados

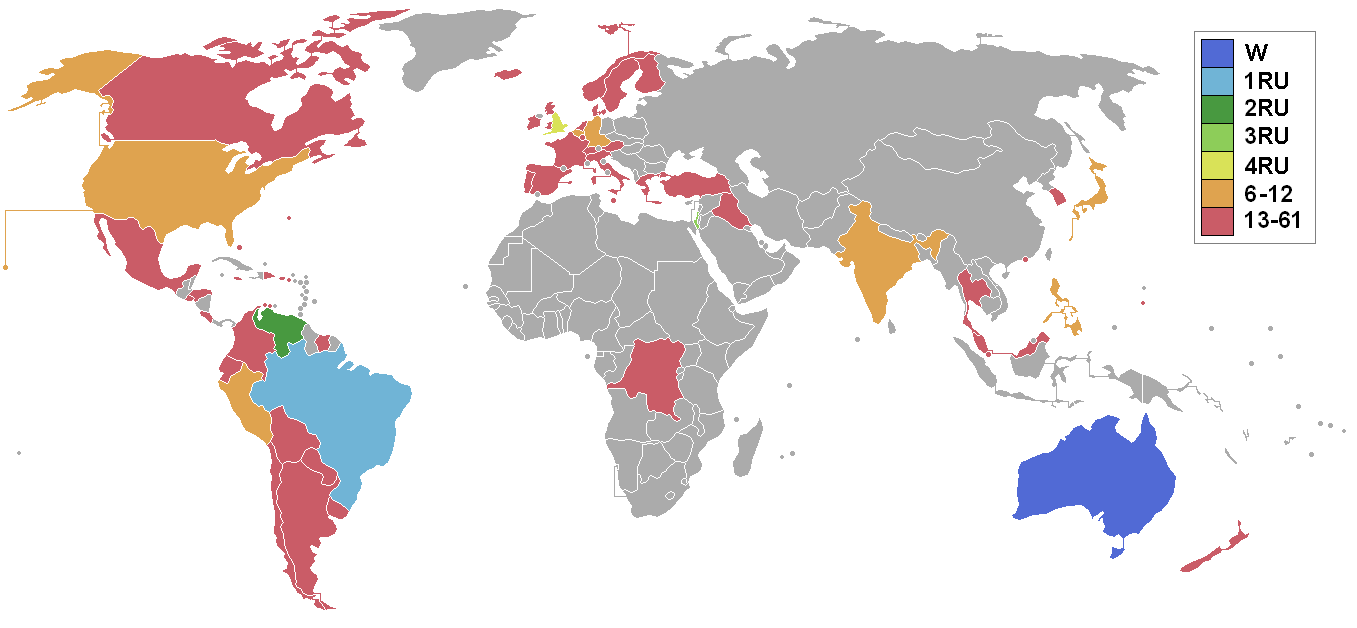
Mapa mostrando os países e territórios que participaram do Miss Universo 1972 e suas colocações finais.

| Colocação          | Candidata |
| ------------------ | --- |
| Miss Universo 1972 | - Austrália — Kerry Anne Wells |
| 2.ª colocada       | - Brasil — Rejane Vieira Costa |
| 3.ª colocada       | - Venezuela — María Antonieta Cámpoli |
| 4.ª colocada       | - Israel — Ilana Goren |
| 5.ª colocada       | - Inglaterra — Jennifer McAdam |
| Top 12             | - Bélgica — Anne Marie Roger - Alemanha — Heidi Weber - Índia — Roopa Satyan - Japão — Harumi Maeda - Peru — Carmen Ampuero - Filipinas — Armi Crespo - Estados Unidos — Tanya Wilson |

### Prêmios especiais

#### Miss Simpatia
- Vencedora:  Zaire — Ombayi Mukuta.

#### Miss Fotogenia
- Vencedora:  Bélgica — Anne Marie Roger.

#### Melhor Traje Típico
- Vencedora:  Peru — Carmen Ampuero.

## Candidatas
Em negrito, a candidata eleita Miss Universo 1972. Em itálico, as semifinalistas.
| - Alemanha - Heidi-Marie Weber (SF) - Argentina - Norma Dudeck - Aruba - Ivonne Dirksz - Austrália - Kerry Anne Wells (1°) - Áustria - Ursula Pacher - Bahamas - Deborah Taylor - Bélgica - Anne Marie Roger (SF, MF) - Bermudas - Helen Brown - Bolívia - Mara Alicia Vásquez - Brasil - Rejane Vieira Costa (2°) - Canadá - Bonny Brady - Chile - Consuelo Olivares - Cingapura - Jacqueline Ghim - Colômbia - María Luisa Martínez-Aparicio - Coreia do Sul - Park Yeon-joo - Costa Rica - Victoria González - Curaçao - Ingrid Prade - Dinamarca - Marianne Schmidt - El Salvador - Ruth Ramírez - Equador - Susana Jaramillo - Escócia - Elizabeth Stevely - Espanha - María del Carmen Castañón - Estados Unidos - Tanya Wilson (SF) - Filipinas - Armi Crespo (SF) - Finlândia - Maj-Len Eriksson - França - Claudine Cassereau - Grécia - Nansy Kapetanaki - Guam - Patricia Alvárez - Holanda - Jenny Wolde - Honduras - Doris Pagán - Hong Kong - Rita Suet-Ling | - Ilhas Virgens - Carol Krieger - Índia - Roopa Satyan (SF) - Inglaterra - Jennifer McAdam (5°) - Iraque - Wijdan Sulyman - Irlanda - Maree McGlinchey - Islândia - Maria Johannesdóttir - Israel - Ilana Goren (4°) - Itália - Isabela Specia - Jamaica - Grace Wright - Japão - Harumi Maeda (SF) - Luxemburgo - Anita Heck - Malásia - Helen Looi - Malta - Doris Abdilla - México - María del Carmen Quibrera - Noruega - Liv Hanche Olsen - Nova Zelândia - Kristine Allen - País de Gales - Eileen Darroch - Paraguai - María Martínez - Peru - Carmen Mosquetti (SF, TT) - Porto Rico - Barbara Torres - Portugal - Iris Maria Rosário dos Santos - República Dominicana - Ivonne Butler - Suécia - Britt Johansson - Suíça - Anne-Lisse Weber - Suriname - Carmen Muntslag - Tailândia - Nipaphat Sudsiri - Turquia - Neslihan Sunay - Uruguai - Christina Moller - Venezuela - María Antonieta Schachio (3°) - Zaire - Ombayi Mukuta (MS) |